# Dorothee Sölle
Dorothee Steffensky-Sölle (ur. 30 września 1929 w Kolonii, zm. 27 kwietnia 2003 w Göppingen) – niemiecka teolożka protestancka, jedna z najbardziej znanych teologów XX wieku.

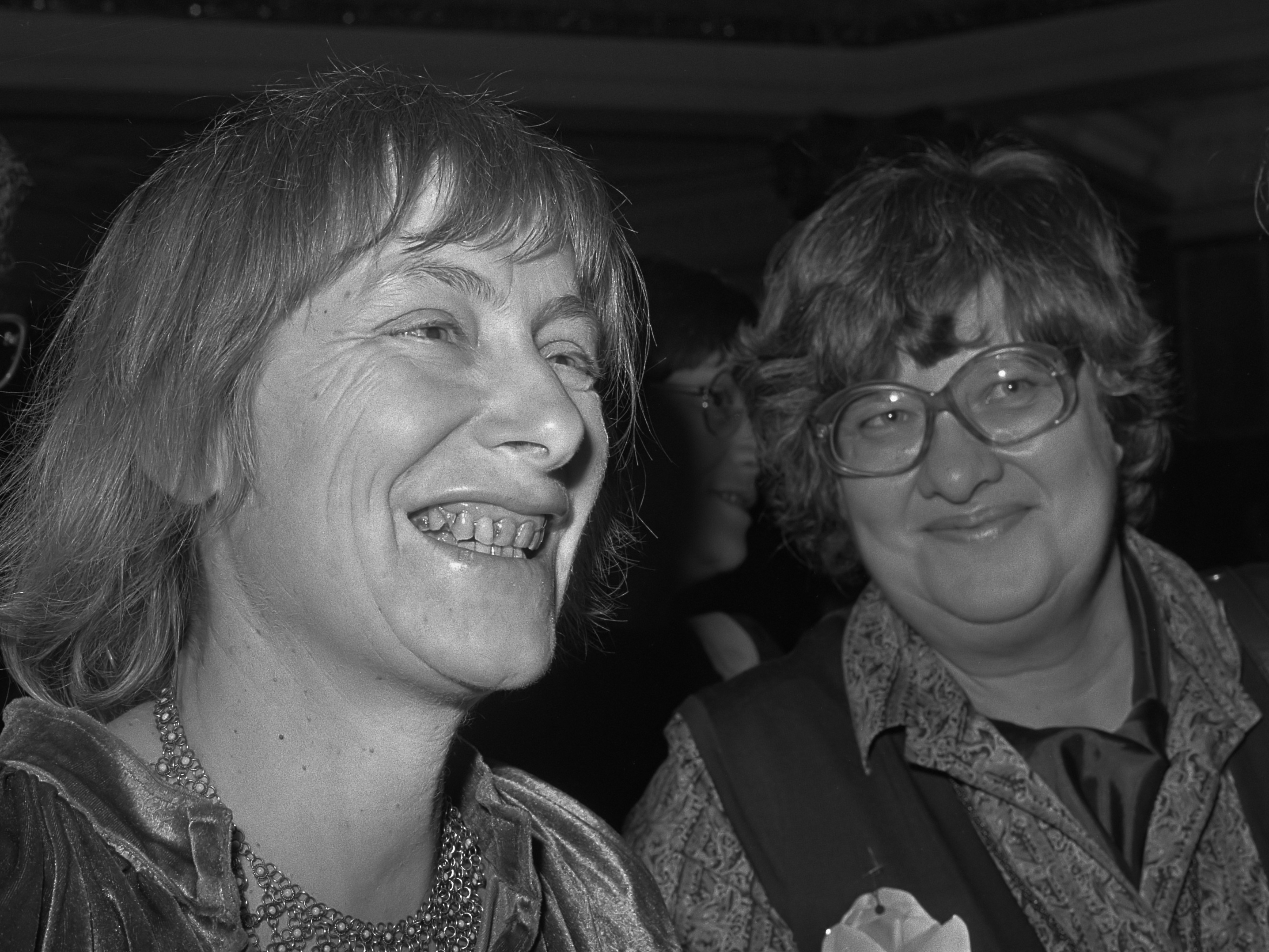
Dorothee Sölle w 1981 (po lewej)

Przekonania Sölle oparte były na jej własnych doświadczeniach naznaczonych świadomością życia po wydarzeniach Oświęcimia. Teoria Wszechmocnych Bogów stała się dla niej tematem krytycznych rozważań. Doszła do przekonania, że „Bóg nie ma innych rąk niż nasze". Reprezentowała teologię polityczną odznaczającą się radykalnym unikaniem skrajności i demitologizacją Biblii.
Kolejnym ważnym elementem był praktykowany przez feminizm mistycyzm, który wystarczał bez przedstawiania osobistych bogów. Wiele idei Sölle czerpała z południowoamerykańskiej teologii wyzwolenia, która dzięki niej stała się znana w Niemczech, podobnie jak przez książki Das Prinzip Hoffnung (Zasada nadziei - 1959) i Atheismus im Christentum (Ateizm w chrześcijaństwie - 1968) filozofa Ernsta Blocha.